# Altingiaceae
Altingiaceae é uma pequena familía de plantas com flor da ordem Saxifragales.
São árvores cuja polinização se dá pelo vento. Produzem frutos duros que contêm muitas sementes. Os frutos foram estudados em considerável detalhe.
Ocorrem naturalmente na América Central, México,  Leste da América do Norte, no Leste da bacia do Mediterrâneo, China e Ásia tropical.
São muitas vezes cultivadas como plantas ornamentais e muitas produzem madeira valiosa.

## Géneros
A família Altingiaceae possui 3 gêneros reconhecidos atualmente.
- Altingia
- Liquidambar
- Semiliquidambar